# 브라이언 돈레비

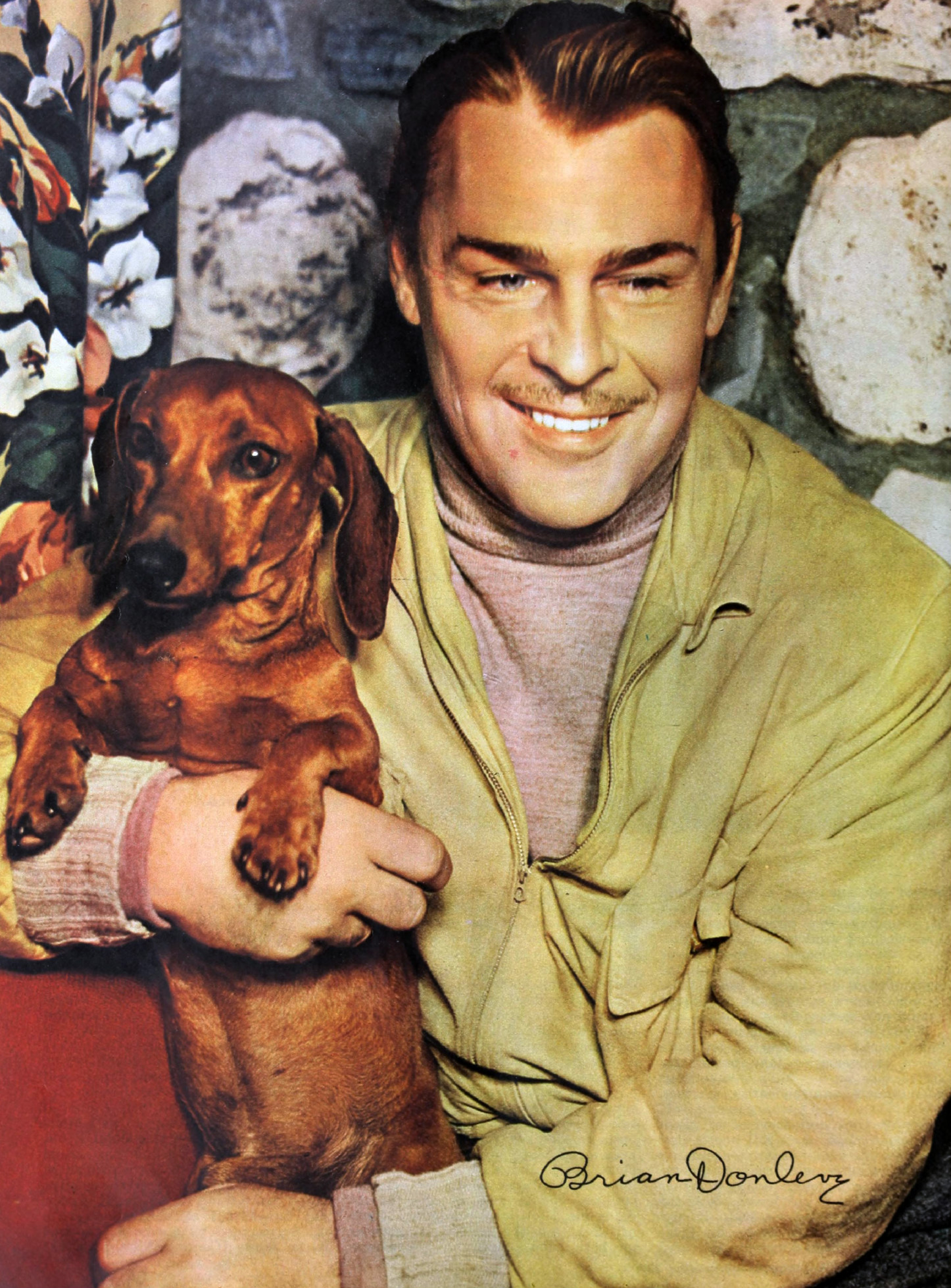

브라이언 돈레비(Brian Donlevy, 1901년 2월 9일 ~ 1972년 4월 5일)는 미국의 연극 배우, 영화배우, 텔레비전 배우, 영화 프로듀서이다.
클리블랜드에서 태어났으며 우들랜드힐스에서 사망하였다. 사인은 식도암이다.

## 영화
- 하우 투 스터프 어 와일드 비키니 (1965년)
- 가메라 (1965년)
- 심부름 소년 (1961년)
- 주크 박스 리듬 (1959년)
- 네버 소 퓨 (1959년)
- 카우보이 (1958년)
- 쿼터매스 익스페리먼트 (1955년)
- 빅 콤보 (1955년)
- 어 소던 양키 (1948년) - 커트 드블린 역
- 이중 노출 (1947년)
- 황혼의 결투 (1946년)
- 캐년 패시지 (1946년)
- 선원으로서의 2년간 (1946년)
- 언 아메리칸 로맨스 (1944년)
- 모간 크리크의 기적 (1944년)
- 행맨 올소 다이! (1943년)
- 더 글래스 키 (1942년) - 폴 매드빅 역
- 웨이크 아일랜드 (1942년)
- 영웅의 여자 (1942년)
- 아이 원티드 윙스 (1941년)
- 블루스의 탄생 (1941년)
- 달톤 4형제 (1940년) - 그렛 달톤 역
- 브릭햄 영 (1940년)
- 위대한 맥긴티 (1940년)
- 보 게스티 (1939년)
- 엘리게이니 폭동 (1939년)
- 무법자 제시 제임스 (1939년)
- 사진 (1939년)
- 유니언 퍼시픽 (1939년)
- 시카고 (1937년)
- 바르바리 해안 (1935년)
- Monsieur Beaucaire (1924년)